# العقلة (رصد)

تعديل مصدري - تعديل

العقلة هي إحدى قرى عزلة القارة بمديرية رصد التابعة لمحافظة أبين، بلغ تعداد سكانها 147 نسمة حسب تعداد اليمن لعام 2004.